# Pandanlaras
Pandanlaras is een bestuurslaag in het regentschap Probolinggo van de provincie Oost-Java, Indonesië. Pandanlaras telt 1535 inwoners (volkstelling 2010).